# III. Anund svéd király
III. Anund Olafsson vagy Anund Jakab (svédül: Anund Jakob), (1008. július 25. – 1050.) a svédek keresztény királya 1021-től haláláig. Szigorú törvényeket vezetett be uralkodása alatt.

## Élete
III. Olaf fiaként született 1008-ban. 1019-től édesapja mellett kormányzó. Olaf halála után lépett a trónra 1022-ben.
Hamarosan csapatokat küldött II. (Szent) Olaf norvég király megsegítésére a dán Nagy Knut király elleni, 1026-os a mai Svédország déli részén folyó, akkoriban azonban Dániához tartozó Helge patak melletti ütközetben, melyben azonban mégis a dánok győztek. Kérdéses, hogy ezután a csata után Jakab király tényleges hatalommal bírt-e a svéd területeken. Feltételezhető, hogy a svéd nép ezután a dán uralkodót ismerte el királynak, melyet megerősít, hogy Knut képe tűnik fel az ezután az időszak után vert érméken.
Az emlékekben Emund Kolbränna (Szénégető Emund) néven is előfordul. Ennek az lehet az oka, hogy uralkodása idején a svéd területeken a lakosság egy jelentős pogány hányada nem fogadtak volna el egy keresztény (nevű) királyt, Anund viszont azok házait, akik szigorú törvényeit nem tartották be, leégette.
Uralkodása idején megváltoztatták az írásjeleket a rúnaírásos ábécében.
A király természetes halállal halt meg 1050-ben.

## Felesége
Anund király felesége Gunhild királyné volt.

## Külső hivatkozások
- Bengans historiasidor (svéd nyelven). Wadbring.com